# Крячок жовтодзьобий
Крячок жовтодзьобий (Thalasseus bergii) — вид сивкоподібних птахів підродини крячкових (Sterninae) родини мартинових (Laridae).

## Назва
Вид названо на честь німецького фармацевта і ботаніка Карла Генріха Бергіуса (1790–1818), який зібрав перші зразки цього крячка поблизу Кейптауна.

## Поширення
Цей вид поширений на островах і узбережжях тропічних і субтропічних районів Старого Світу, починаючи від атлантичного узбережжя Південної Африки, оминаючи південний край материка і продовжуючи ареал вздовж узбережжя Африки та Азії майже без перерви до Південно-Східної Азії та Австралії. Його також можна знайти на Мадагаскарі, островах західної частини Індійського океану та островах західної та центральної частини Тихого океану. Поза сезоном розмноження його можна знайти в морі по всьому ареалу, за винятком центральної частини Індійського океану.
Вид мешкає в тропічних і субтропічних узбережжях, шукаючи їжу в мілководдях лагун, коралових рифів, естуаріїв, у затоках, гаванях та бухтах, уздовж піщаних, скелястих, коралових або мулистих берегів, на скелястих відслоненнях у відкритому морі, у мангрових болотах, а також далеко в морі на відкритій воді. Він демонструє перевагу гніздування на прибережних островах, коралових рифах, прибережних косах, штучних острівцях і каналізаційних спорудах в межах 3 км від узбережжя.

## Підвиди
Виділяють п'ять підвидів:
- T. b. bergii (Lichtenstein, 1823) — узбережжя ПАР і Намібії;
- T. b. enigma (Clancey, 1979) — дельта Замбезі, Мозамбік, на південь до Дурбану (ПАР);
- T. b. cristata (Stephens, 1826) — східна частина Індійського океану, Австралія та західна частина Тихого океану;
- T. b. thalassina (Stresemann, 1914) — західна частина Індійського океану;
- T. b. velox (Cretzschmar, 1827) — Червоне море, Перська затока, північна частина Індійського океану.

## Опис
Птах завдовжки від 50 до 54 см, з них 10 см припадає на хвіст. Розмах крил 125-130 см, вага від 300 до 400 г. У шлюбному вбранні лоб і низ білого кольору, крила сірого кольору, на потилиці чорний чубчик. Міцний довгий і вузький дзьоб жовтого кольору.

## Спосіб життя
Раціон складається переважно з пелагічної риби завдовжки 10-50 см, а також полює на головоногих (наприклад, кальмарів), ракоподібних (наприклад, крабів і креветок), комах і маленьких черепах.
Вид гніздиться щільними колоніями із сусідніми гніздами дуже близько одне до одного (краї можуть торкатися). Зазвичай шукає поживу в межах 3 км від гніздової колонії. Гніздо — це неглибока щілина на голому піску, скелі чи коралі на рівних відкритих місцях.